# 조정 (상나라)
조정(祖丁)은 상나라의 17대 군주이다. 즉위하기 전의 이름은 자신(子新)이다.
사마천의 사기에 의하면 삼촌인 옥갑에 이어 상나라의 16대 군주가 되었다. 정미(丁未)년에 즉위하였고 비(庇)를 수도로 삼았다. 재위 32년 만에 사망하였다. 조정이라는 시호를 받았고 종형제인 남경이 뒤를 이었다.
은허에서 발굴된 갑골문에 따르면 상나라의 15대 군주이다.